# Agrostis platensis
Agrostis platensis é uma espécie de gramínea do gênero Agrostis, pertencente à família Poaceae.